# Samo szampioni
Samo szampioni (ang. Only Champions) – singel bułgarskiego perkusjonalisty Stojana Jankułowa i piosenkarki Elicy Todorowej napisany przez artystkę we współpracy z Christianem Talevem oraz wydany w 2013 roku.
W 2013 roku utwór reprezentował Bułgarię podczas 58. Konkursu Piosenki Eurowizji, zostając tym samym numerem zastępczym po wycofaniu ze stawki konkursowej propozycji „Kimset”, która dzięki większemu poparciu telewidzów wygrała finał specjalnego koncertu selekcyjnego, w trakcie którego wybierana była konkursowa propozycja dla wewnętrznie wybranych na przedstawicielu kraju Elicy Todorowej i Stojana Jankułowa.
16 maja utwór został wykonany przez duet w drugim półfinale konkursu i zajął ostatecznie 12. miejsce z 45 punktami na koncie, przez co nie awansował do finału.

## Lista utworów
CD single
1. „Samo szampioni”